# Albert Niemann (Sänger)

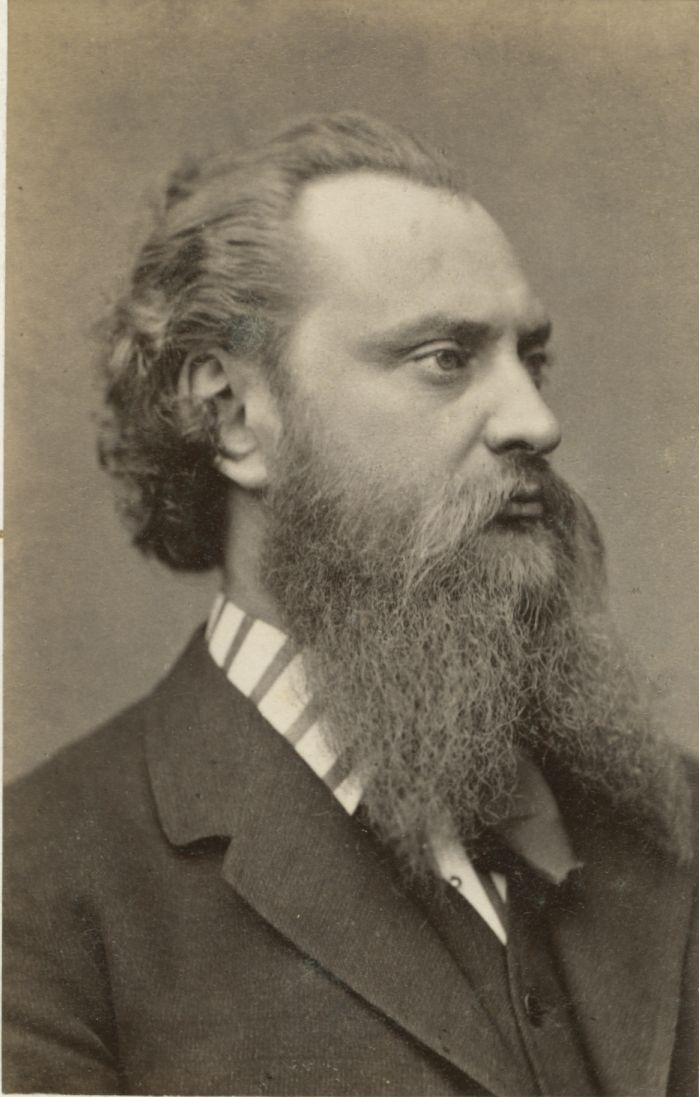
Albert Niemann

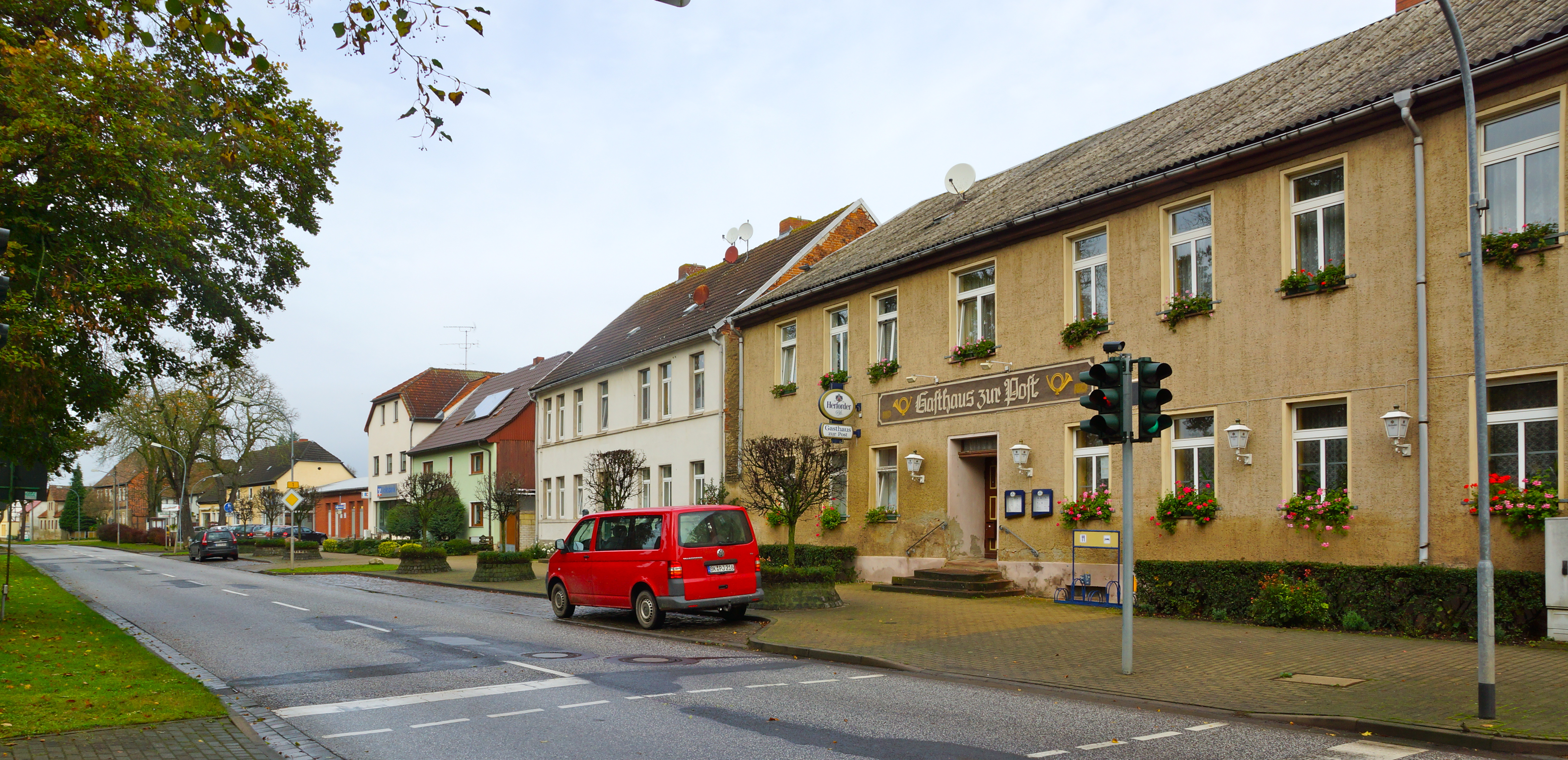
Geburtshaus in Erxleben

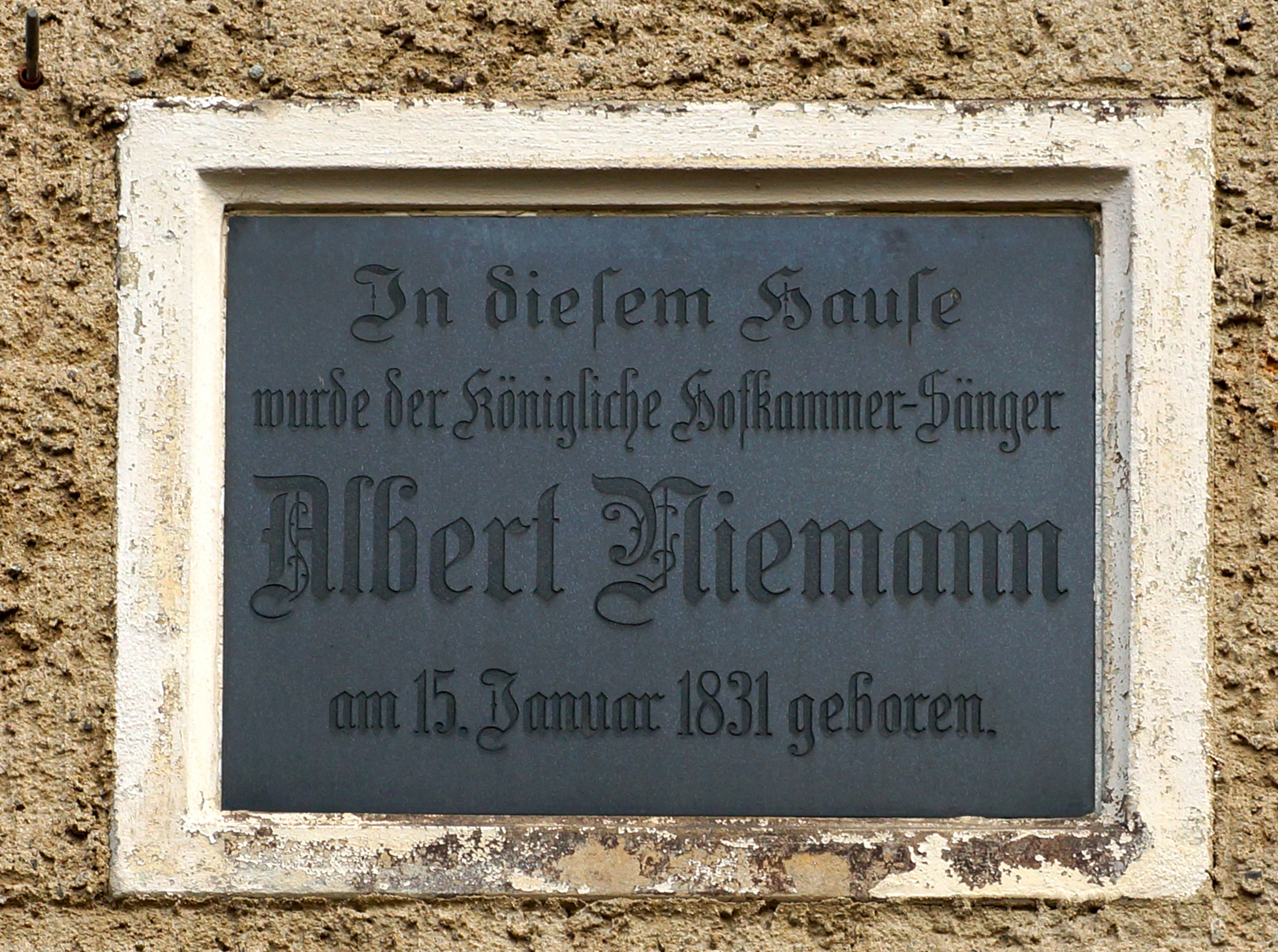
Schild am Geburtshaus in Erxleben

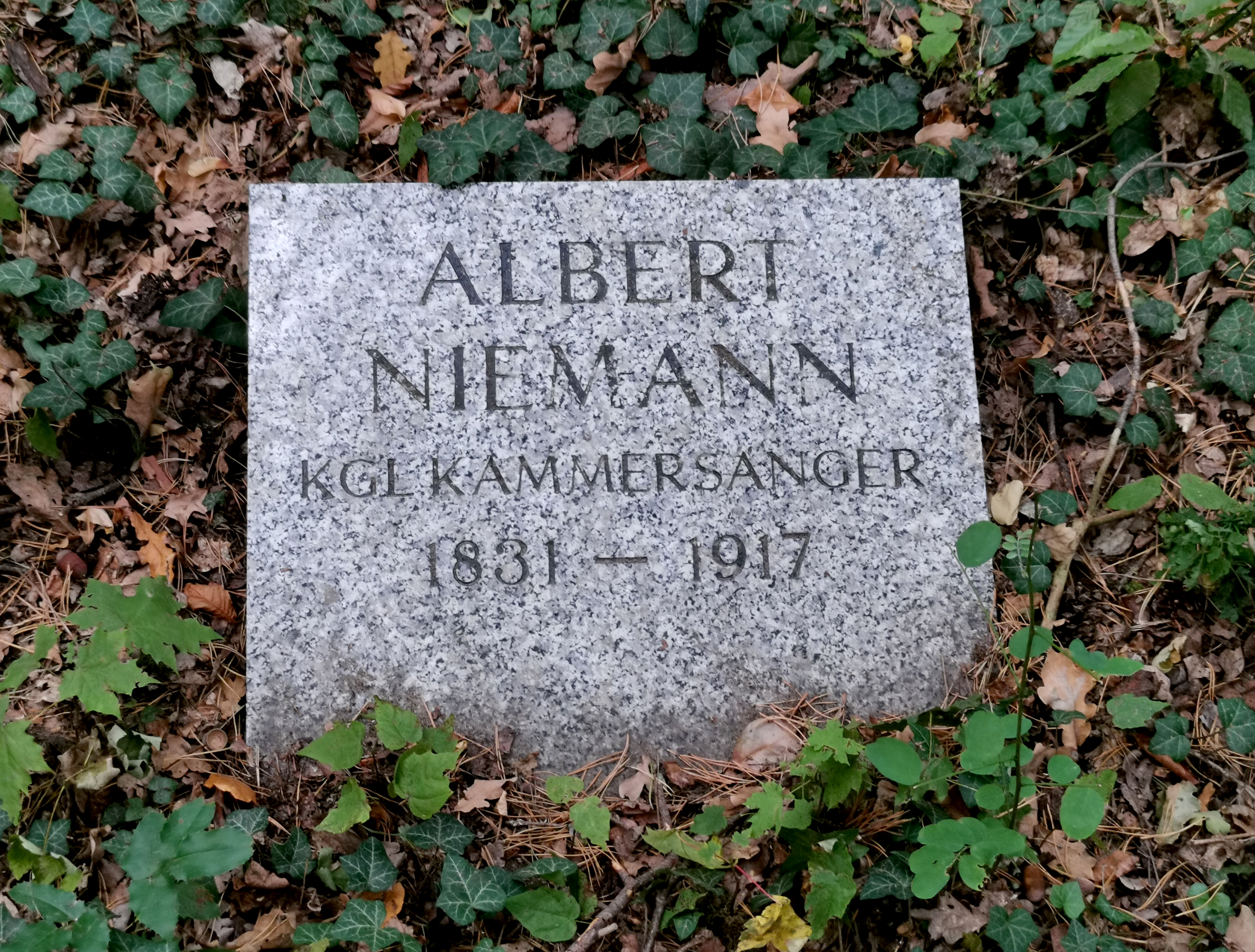
Grab auf dem Südwestkirchhof Stahnsdorf, Block Alte Umbettung

Albert Wilhelm Carl Niemann (* 15. Januar 1831 in Erxleben, Kreis Neuhaldensleben; † 13. Januar 1917 in Berlin) war ein deutscher Opernsänger (Tenor) und Wagner-Interpret.

## Leben
Als Sohn eines Gastwirts geboren, wurde Albert Niemann nach einer Lehre im Maschinenbau Schauspieler und Sänger. Ersten Engagements und einer Ausbildung bei Albert Nusch als Solist folgten eine steile Karriere als 1. Tenor in Halle ab 1853 und Gastspiele in Stuttgart, Königsberg und Stettin. Richard Wagner wurde auf Niemann aufmerksam und engagierte ihn 1861 für die Erstaufführung der Pariser Fassung des Tannhäuser. Wagner und Niemann blieben einander eng verbunden, ein ausführlicher Briefwechsel und Niemanns Rolle als führender Wagnerinterpret seiner Zeit zeugen davon. 1876 holte Wagner ihn für die Rolle des Siegmund nach Bayreuth.
Unterdessen war Niemann 1861 in die Freimaurerloge Friedrich zum weißen Pferde in Hannover aufgenommen worden.
1864 wurde ihm der Titel eines Kammersängers verliehen. 1866 wurde er an der Königlichen Hofoper in Berlin engagiert. Von November 1886 bis Februar 1888 sang er in insgesamt 59 Aufführungen an der Metropolitan Opera in New York, neben Wagner-Rollen auch in Fidelio von Ludwig van Beethoven sowie Le prophète von Giacomo Meyerbeer. Im Jahr seiner Rückkehr aus New York zog er sich 1888 von der Bühne zurück. Einen letzten Auftritt hatte er 1892 in der Berliner Philharmonie. Trotz Niemanns allgemein anerkanntem Rang als Wagnersänger und seiner Qualität als Tenor wurde seine Stimme auch kritisch bewertet, etwa durch Hans von Bülow, der ihn als „klanglosen, hochgezogenen Bariton“ abwertete.
Albert Niemann starb 1917, zwei Tage vor seinem 86. Geburtstag, in Berlin und wurde, wie seine Gattin Hedwig zwölf Jahre zuvor, auf dem Alten St.-Matthäus-Kirchhof in Schöneberg beigesetzt. Im Zuge der von den Nationalsozialisten 1938/1939 durchgeführten Einebnungen auf dem Friedhof wurden die sterblichen Überreste beider auf den Südwestkirchhof Stahnsdorf bei Berlin umgebettet.

## Familie
Niemann heiratete am 31. Mai 1859 in der Schlosskirche Hannover die Schauspielerin Marie Seebach. Die Ehe verlief unglücklich und wurde später geschieden. Sein Sohn Oscar aus dieser Ehe war Sänger und Maler, er starb 1893 mit 32 Jahren.
In zweiter Ehe war er ab 1871 mit der Schauspielerin Hedwig Raabe verheiratet. Ihr gemeinsamer Sohn Albert Niemann wurde ein bedeutender Pädiater und beschrieb als erster die Niemann-Pick-Krankheit. Der zweite Sohn aus dieser Ehe war der Maler und Kunstwissenschaftler Gottfried Niemann.

## Ehrungen
- 2. März 1862 – Verleihung der goldenen Verdienstmedaille für Wissenschaft, Kunst, Industrie und Landwirtschaft des Großherzogtums Hessen[5]
- Der Kammersänger wurde laut dem Adressbuch der Königlichen Haupt- und Residenzstadt Hannover für 1866 mit der Goldenen Ehrenmedaille für Kunst und Wissenschaft ausgezeichnet.[6]
- 12. Mai 1874 – Verleihung des Ritterkreuzes I. Klasse des Verdienstordens Philipps des Großmütigen[7]
- 1912 wurde eine Straße im Berliner Stadtbezirk Friedrichshain nach Niemann benannt.[8]